# 六點半新聞報道
『六點半新聞報道』は、香港の民間テレビ局無綫電視(TVB)翡翠台が、毎日18:30より放送しているニュース番組である。

## 概要
1967年11月19日のTVB開局以来、ずっと放送されており、TVBの看板番組のひとつとなっている。当初は19:30からの放送であったが、1976年に18:30からの放送に改められ、以後このタイトルで定着した。
通常はCMを含めて25分程度の放送だが、重大事件の発生時には、1時間に時間延長する場合がある。また18:55からは天氣報告が放送される。
放送中、画面下部に中国語繁体字による字幕が表示されている。
出演者は、男女1名ずつのキャスターと、スポーツニュース担当の1名の合計3名で、担当者は固定されておらず、交代で担当している。

## 放送時間
- 毎日： 18:30～18:55

## キャスター
- 男性：李卓謙、梁永祥
- 女性：黃曉瑩、黃珊、陳嘉欣
- スポーツニュース：陳琨傑

## 番組内容
- メインニュース（内外の重要なニュースを数本放送）
- コマーシャル後の放送内容説明
- コマーシャル（約2分）
- ニュース
- スポーツニュース（プレミアリーグを始めとする海外のサッカーやテニス、時にはクリケットなどを中心に取り上げる）
- 軽い話題（無い場合も多い）

## オープニング・エンディング曲
開局当初の1967年から1976年まではファンファーレ調の音楽を使用し、1976年からはモールス信号「NEWS TODAY」の音を使用した。1983年12月まで使用された。その月からは以前のモールス信号に電子音楽を組み合わせた音楽が使われ、1988年からはエンド部分まで音楽が延長された。1990年7月からはこの音楽をアレンジしたものを使用し、台湾TVBSでも2013年まで使われた。現行のは1995年7月から使われ、2010年からはエンド部分がエンドレスに変更。2014年6月からは英語放送も含め全てエンドレス版に切り替わった。
なお現在のTVBSはこの音楽のオーケストラバージョンを使用している。